# Manor-Groep
De Manor-Gruppe  is een Zwitsers detailhandelsconcern. Tot de groep behoren de Manor-warenhuizen en de sportartikelenketen Athleticum. De Manor-Gruppe is in handen van de Maus Frères Holding (waar ook onder meer de Jumbo-bouwmarkten en kledingmerk Gant).
Van 1998 tot mei 2012 behoorden ook de Zwitserse FLY-interieurwinkels tot de groep. Deze werden als franchisenemer van FLY France geëxploiteerd. In 2012 werd de overeenkomst beëindigd en werden de winkels verkocht aan FLY France.
De onderneming had in 2012 een omzet behaald van 3,0 miljard Zwitserse franken. Zo'n 90 % van deze omzet was afkomstig van de Manor-warenhuizen. De rest kwam van de Athleticum-winkels.